# KMail
KMailはKDEデスクトップ環境における電子メールクライアントである。
フォルダ、フィルタリング、HTMLメールの表示、国際文字セットをサポートする。IMAP、dIMAP、POP3や、送られてきたメールに対するローカルのメールボックスを扱える。SMTPやsendmailを通じてメールを送れる。

## スパムとフィルタリング
KMailにはスパムフィルタープログラムを扱えるようにするための二つの特別なフィルターがある。
- プログラムにメールを送る : どのようなプログラムでも指定できる。KMailフィルターが有効のとき、プログラムは実行され、プログラムに標準入力として Eメールの内容を与えることができる。
- メールをプログラムに通す : 特定のプログラムにメールを送るだけでなく、メールの内容をそのプログラムの出力で置き換えることができる。これによりSpamAssassinのようなメールに独自のヘッダを付加するシステムを利用できるようになる。

このようなモジュール化されたフィルターはテキストフィルター組み合わせられるので、（例えば）SpamAssassinによって印が付けられたメールをヘッダを検索することで検出することができる。
KMailでメールサーバ上でスパムのフィルタリングを手動で行える。これはダイアルアップユーザにとっては非常に興味深い機能である。最大サイズを超えたメールは自動的にローカルコンピュータにコピーされない。「ダウンロード」、「メールを後でダウンロード」、「サーバからメールを削除」というオプションがあり、KMailはメールの一覧を表示するがメッセージ全体をダウンロードしないようにできる。そのためスパムや大きなサイズのメッセージを削除するときに時間の節約となる。

## 暗号化のサポート
KMailはOpenPGP標準をサポートし、インラインやOpenPGP/MIME法を用いた署名/暗号化を通じたメールメッセージや添付ファイルの自動的な暗号化、復号、署名の検証を行える。KMailではこの機能を実現するのにGnuPGを利用している。ユーザが視覚的に区別できるように、KMailでは検証したメールを信頼できる署名に対しては緑、信頼できない署名に対しては黄、無効な署名に対しては赤、暗号化されたメッセージに対しては青で色付けする。
KMailはS/MIMEメッセージやChiasmus（ドイツのBSIによって作られたプロプライエタリな暗号化システム）もサポートする。

## グループウェアサポート
Kontact個人情報マネージャスイートの一部として使った場合、KMailはグループウェアクライアントとして動作し、ユーザ間でコンタクトリスト、メール、カレンダーやメモ書きを共有できる。